# Інаба Ясухіро
Інаба Ясухіро (яп. 稲葉泰弘; нар. 21 жовтня 1985, Ібаракі, префектура Ібаракі) — японський борець вільного стилю, бронзовий призер чемпіонатів світу, дворазовий срібний призер Чемпіонатів Азії, бронзовий призер Азійських ігор, срібний призер Кубку світу.

## Життєпис
Боротьбою почав займатися з 2000 року. Був срібним призером чемпіонату світу 2005 року серед юніорів.
Виступав за борцівський клуб Metropolitan Police Department, Токіо. Тренер — Масакузу Хізіката.
За професією поліцейський в Токіо.

## Спортивні результати на міжнародних змаганнях

### Виступи на Чемпіонатах світу
| Змагання                        | Збірна | Вагова категорія          | Місце  |
| ------------------------------- | ------ | ------------------------- | ------ |
| Чемпіонат світу з боротьби 2010 | Японія | вільна боротьба, до 55 кг | Бронза |
| Чемпіонат світу з боротьби 2013 | Японія | вільна боротьба, до 55 кг | 20     |

### Виступи на Чемпіонатах Азії
| Змагання                       | Збірна | Вагова категорія          | Місце  |
| ------------------------------ | ------ | ------------------------- | ------ |
| Чемпіонат Азії з боротьби 2011 | Японія | вільна боротьба, до 55 кг | Срібло |
| Чемпіонат Азії з боротьби 2012 | Японія | вільна боротьба, до 55 кг | Срібло |

### Виступи на Азійських іграх
| Змагання           | Збірна | Вагова категорія          | Місце  |
| ------------------ | ------ | ------------------------- | ------ |
| Азійські ігри 2010 | Японія | вільна боротьба, до 55 кг | Бронза |

### Виступи на Кубках світу
| Змагання                    | Збірна | Вагова категорія          | Місце  |
| --------------------------- | ------ | ------------------------- | ------ |
| Кубок світу з боротьби 2012 | Японія | вільна боротьба, до 55 кг | Срібло |

### Виступи на інших змаганнях
| Змагання                                        | Збірна | Вагова категорія          | Місце  |
| ----------------------------------------------- | ------ | ------------------------- | ------ |
| Міжнародний меморіал Дейва Шульца 2006          | Японія | вільна боротьба, до 55 кг | Срібло |
| Золотий Гран-прі з боротьби 2006                | Японія | вільна боротьба, до 55 кг | 5      |
| Чемпіонат світу з боротьби серед студентів 2008 | Японія | вільна боротьба, до 55 кг | Золото |
| Турнір Дана Колова — Николи Петрова 2009        | Японія | вільна боротьба, до 55 кг | Золото |
| Золотий Гран-прі з боротьби 2009                | Японія | вільна боротьба, до 55 кг | Срібло |
| Золотий Гран-прі з боротьби 2010 (Красноярськ)  | Японія | вільна боротьба, до 55 кг | 5      |
| Золотий Гран-прі з боротьби 2010 (Баку)         | Японія | вільна боротьба, до 55 кг | 5      |
| Гран-прі «Іван Яригін» 2014                     | Японія | вільна боротьба, до 57 кг | 29     |
| Відкритий кубок Монголії з боротьби 2014        | Японія | вільна боротьба, до 57 кг | Срібло |